# Renaissance World Tour
Renaissance World Tour fue la sexta gira musical en solitario de la cantante estadounidense Beyoncé, en apoyo de su séptimo álbum de estudio, Renaissance (2022). Beyoncé anunció la gira el 1 de febrero de 2023 a través de sus portales oficiales. La gira comenzó el 10 de mayo de 2023 en el Friends Arena de Estocolmo y finalizó el 1 de octubre de 2023 en Kansas City, siendo la segunda gira solista en la que la cantante se presentaría únicamente en estadios, después de The Formation World Tour en el 2016. 
La producción y dirección artística de la gira están fuertemente inclinadas hacia una estética futurista con ciertos aspectos de la época renacentista y reinterpretados mediante recursos tecnológicos, con el contenido performativo basado en el legado de las figuras de la cultura queer y la música negra posmoderna, las cuales fungieron como la inspiración primordial del álbum. El espectáculo ha recibido elogios por parte de la crítica, aclamando a Beyoncé por sus habilidades performativas y vocales, así como la producción de la puesta en escena y el uso innovador de tecnología.
En términos comerciales, múltiples actuaciones agendadas se agotaron desde etapas de preventa y Beyoncé impuso diversos récords de ingresos económicos, lo que finalmente convertiría a la gira en una de las más prolíferas en la historia con más de 579 millones USD recaudados. Su respectiva película de concierto y documental creativo, Renaissance: A Film by Beyoncé, fue estrenada en cines el 1 de diciembre de 2023.

## Antecedentes y desarrollo
En 2016, Beyoncé se embarcó en su quinta gira musical, The Formation World Tour, la cual recaudó 256 millones USD a través de 49 fechas repartidas en Norteamérica y Europa. Dicha serie de recitales representó la gira solista previa de la cantante, puesto que dos años después sería cotitular de On the Run II World Tour junto a su esposo, el rapero Jay Z.
Indicios de una nueva gira comenzaron el 23 de octubre de 2022, cuando Beyoncé subastó dos entradas para una fecha sin determinar, las cuales fueron vendidas en 50 mil USD durante el evento de caridad de la Wearable Art Gala, realizado con el fin de apoyar financieramente el WACO Theatre de Los Ángeles. Las mencionadas entradas incluían el concierto, vuelos en primera clase, hospedaje de tres noches y un recorrido personal tras bambalinas por la madre de Beyoncé, Tina Knowles. De manera particular, la intérprete ofreció un concierto privado en Palm Jumeirah, Dubái el 21 de enero de 2023 para conmemorar la inauguración del hotel resort de lujo, Atlantis The Royal, siendo su primera presentación en solitario desde el 2018.
Beyoncé anunció oficialmente la gira el 1 de febrero de 2023, con fechas en varios países de Europa y Norteamérica mediante su cuenta de Instagram.A mediados del mes de abril de 2023, diversos medios franceses reportaron la reserva de Beyoncé sobre el estadio Paris La Défense Arena en la comuna de Nanterre, para realizar los ensayos generales preparatorios de la gira.

## Boletaje
Junto con el anuncio de la gira, se dio a conocer que ventas para el público se llevarían a cabo mediante el sistema Verified Fan de la plataforma Ticketmaster, consistiendo en un proceso de registro electrónico para las personas interesadas en adquirir entradas. Adicionalmente, todas las ciudades norteamericanas incluidas en la gira serían divididas en tres diferentes grupos, los cuales contarían con distintas fechas de registro y de venta.
Jay Peters de The Verge hizo notar que la modalidad de la venta podría ser una estrategia para evitar una situación similar a la que sucedió tres meses antes con The Eras Tour de la cantante Taylor Swift, en la que Ticketmaster colapsó durante la preventa de Verified Fan. Peters cuestionó la efectividad de dicho plan, ya que las personas podrían inscribirse en distintos grupos de registro y no únicamente en uno. El Comité de Asuntos Judiciales del Senado de los Estados Unidos expresó vigilar estrictamente el proceso mediante su cuenta oficial de Twitter—«Estaremos vigilando, @Ticketmaster»—debido a que el mal manejo durante la venta de la gira de Swift resultó en una audiencia del senado.
Respecto a ello, Ticketmaster implementó nuevas políticas con la finalidad de combatir y reducir dificultades para el público, y para «crear una experiencia de boletaje menos multitudinaria para los fanáticos». A pesar de lo anterior, el registro no aseguraría conseguir una entrada, puesto que un «proceso de sorteo» es el que se encarga de acomodar a los presentes de la lista de espera y a quienes cuentan con un código único después de registrarse como fan verificado. Las entradas tampoco podrían ser revendidas en Ticketmaster a precios superiores a los originales.

## Producción

### Escenificación e iluminación
La escenificación es transformada a lo largo del recital y consiste en dos escenarios conectados mediante una rampa de 26,5 m, siendo el principal una superficie de 53 m de ancho sosteniendo una pantalla plana led inmersiva con una bóveda colosal en medio, mientras el segundo está compuesto de dos secciones entrelazadas: un círculo rodeando la zona denominada Club Renaissance con vista 360° y una extensión de la rampa fungiendo como el radio de la circunferencia estructural. El conjunto fue diseñado por Stutfish Entertainment Architects y Es Devlin Studio, contando además con esculturas monumentales y tanques metálicos, caballos maniquí voladores, brazos robóticos, pirotecnia y tecnología ultravioleta.

### Diseño de vestuario
La cantante realizó nueve cambios de vestuario en cada concierto bajo la estilización de Shiona Turini. La indumentaria incluyó un traje de Alexander McQueen, un vestido de la marca japonesa Anrealage que cambia de color con rayos UV, un leotardo enjoyado de Loewe diseñado por Jonathan Anderson y uno adicional de Alexander Wang, un tocado con antenas de avispa de Thierry Mugler, un Coperni personalizado, un corsé perlado de Balmain inspirado en su colaboración con el diseñador Olivier Rousteing que debutó a principios del año 2023, y un vestido holográfico creado por el diseñador londinense David Koma. Accesorios adicionales como auriculares con 4.5 quilates de diamantes fueron esquematizados por Tiffany & Co. Además, entre la colección de piezas de diseño, las gafas de sol de Mykita también formaron parte de la variedad de conjuntos y accesorios exhibidos en el show.

## Sinopsis del concierto
El espectáculo tiene una duración de casi tres horas y está estructurado en distintos segmentos musicales, en los que Beyoncé interpreta las pistas de Renaissance en orden, intercaladas con diversos temas de su carrera musical. A medida que se acerca la hora de inicio, la pantalla muestra la bandera del Progreso LGBTIQ+ con sus respectivos colores, a través de barras que aluden a la falta de señal en televisores.
En la pantalla se proyecta «The Signboard», un paisaje visual de nubes volando en un cielo atardeciendo y en el que mediante glitches se va formando un panel publicitario de Beyoncé en una pose similar a la Venus dormida (c. 1507-1510) de Giorgione. La cantante aparece en el escenario principal para realizar el acto de apertura con la interpretación de temas R&B de su discografía, tal como lo es la presentación de «Dangerously in Love 2», con la que da una bienvenida a la audiencia. «Flaws and All», «1+1» y un cover del tema «I'm Goin' Down» del grupo estadounidense Rose Royce continúan el repertorio, finalizando la primera etapa con «I Care» y la transmisión del primer interludio visual.

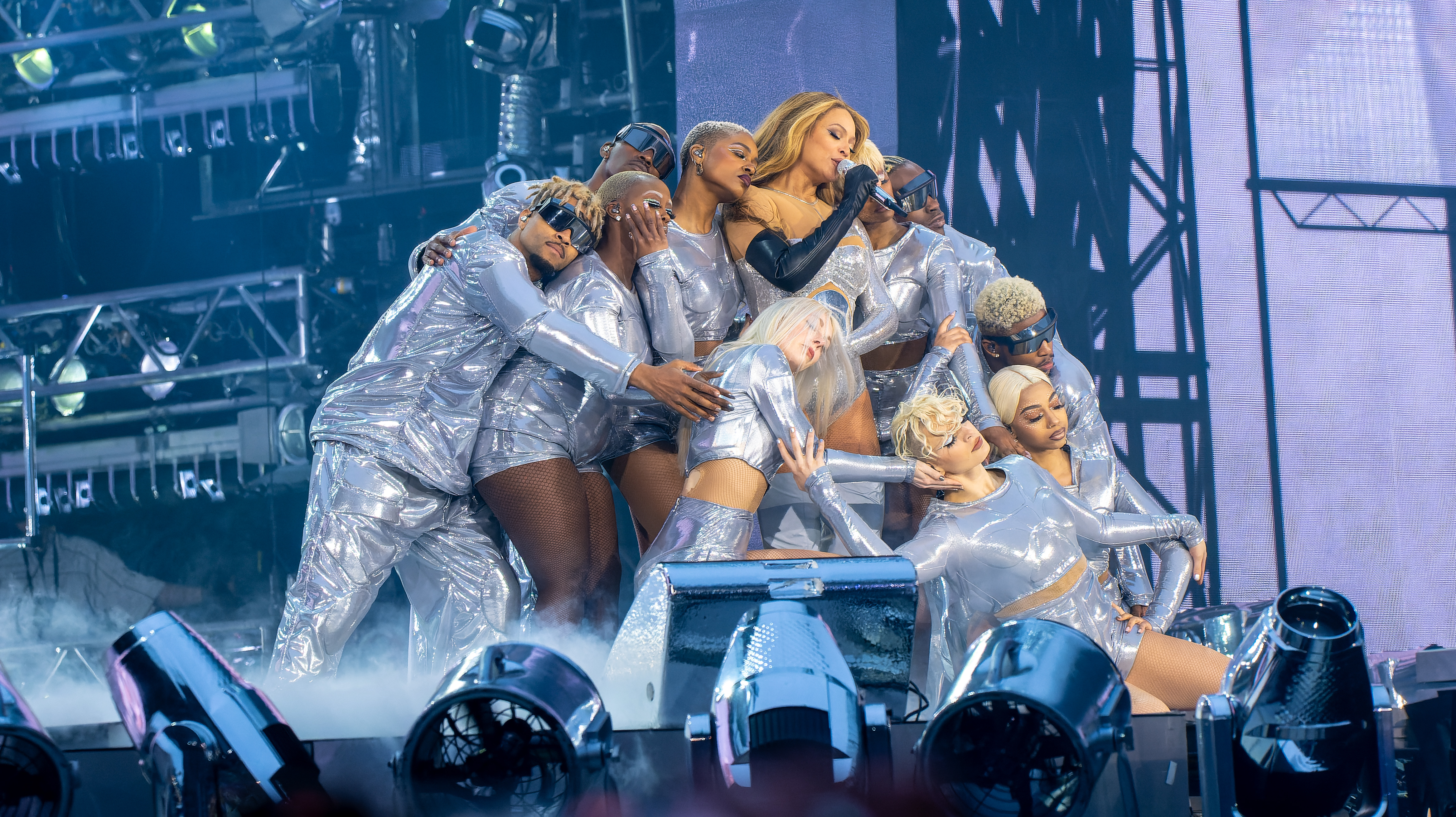
Beyoncé interpretando «Alien Superstar» junto a sus bailarines.

Tras la introducción de la sección estelar ‘Renaissance’ mediante imágenes futuristas reminiscentes de la película de ciencia ficción Metropolis (1927) del director Fritz Lang, el recital da inicio con «I'm That Girl» junto al ensamble de baile, mediante un preámbulo pregrabado con la voz del emecé Kevin JZ Prodigy como homenaje a la cultura del ballroom. Posteriormente, Beyoncé realiza la presentación de «Cozy» con una coreografía en sincronía de dos brazos mecánicos modulando marcos plateados, denotando una transición a «Alien Superstar» nuevamente junto a sus bailarines. El segmento concluye con un descanso performativo de Les Twins con «7/11».
El interludio ‘Motherboard’ abre paso a «Cuff It», pista en la que Beyoncé aparece acompañada de sus coristas detrás de una inmensa estructura de herrería en la bóveda escenográfica. Dirigiéndose hacia el escenario secundario circular junto a sus bailarines, interpreta «Energy» y un mashup de «Break My Soul» con su remix oficial, mientras un gigantesco corcel inflable surge en el fondo.
Una sección de temática militar es esquematizada en ‘Opulence’ para anteceder a «Formation», tema del que es seguido por «Diva» haciendo una referencia al baile viral del rapero Lil Uzi Vert en TikTok, y «Run the World (Girls)» en la rampa de la zona 360°. Para «Black Parade» aparece montando un inmenso tanque de guerra metálico, en el que permanece durante los temas de «Savage (Remix)» y «Partition».
‘Anointed’, el cuarto interludio de la noche con tópico religioso, es proyectado en la pantalla para después la cantante aparecer en un vestido completamente blanco que es coloreado mediante rayos ultravioleta, el cual se retira para la interpretación de «Church Girl» y una secuenciación de «Get Me Bodied» y «Before I Let Go», con sus bailarines realizando coreografías adicionales. Los coristas y bailarines se mantienen en escena para acompañar a Beyoncé en «Rather Die Young» y «Love On Top», realizando en este último una breve interacción musical con el público previa a la presentación del éxito «Crazy in Love». 

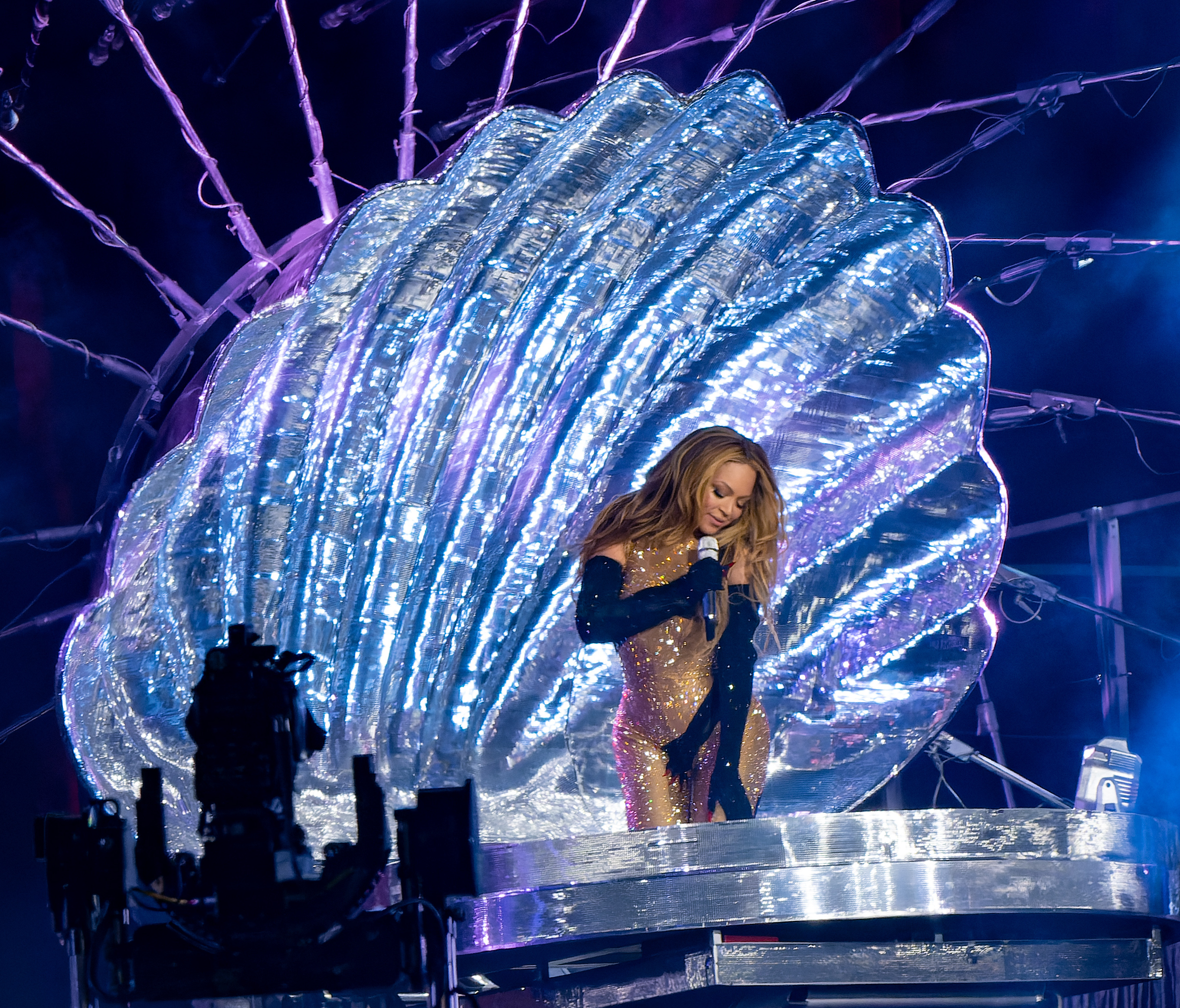
Beyoncé interpretando «Virgo's Groove» dentro de una almeja plateada.

Las coristas continúan con «Love Hangover» como intermisión musical mientras la cantante se ausenta del escenario para reaparecer dentro una almeja gigante plateada, asemejando la pintura El nacimiento de Venus (c. 1484-1486) de Sandro Botticelli para «Plastic Off the Sofa» y una interpolación de «Virgo's Groove» con «Naughty Girl», en la que también se incluyen fragmentos de sus clásicos R&B como «Say My Name» y «Dance for You». El tema «Move» se realiza con una coreografía junto a sus bailarinas, y posteriormente los brazos robóticos hacen nuevamente su aparición con abanicos durante «Heated», la cual también es acompañada por columnas pirotécnicas. La intérprete abandona el escenario mientras Les Twins realizan un corte bailable de «Already».
Un holograma esculpe una monumental escultura robótica de Beyoncé que es revelada después de la transmisión del interludio ‘Memories’ para «Thique», precedida por una sesión de chair dance liderada por sus bailarinas en «All Up in Your Mind», y una breve rutina pole dance con una bola disco a mitad de la barra para «Drunk in Love», en la que durante la porción final del tema la cantante es elevada verticalmente en una torre motorizada del radio de la pasarela del escenario secundario.

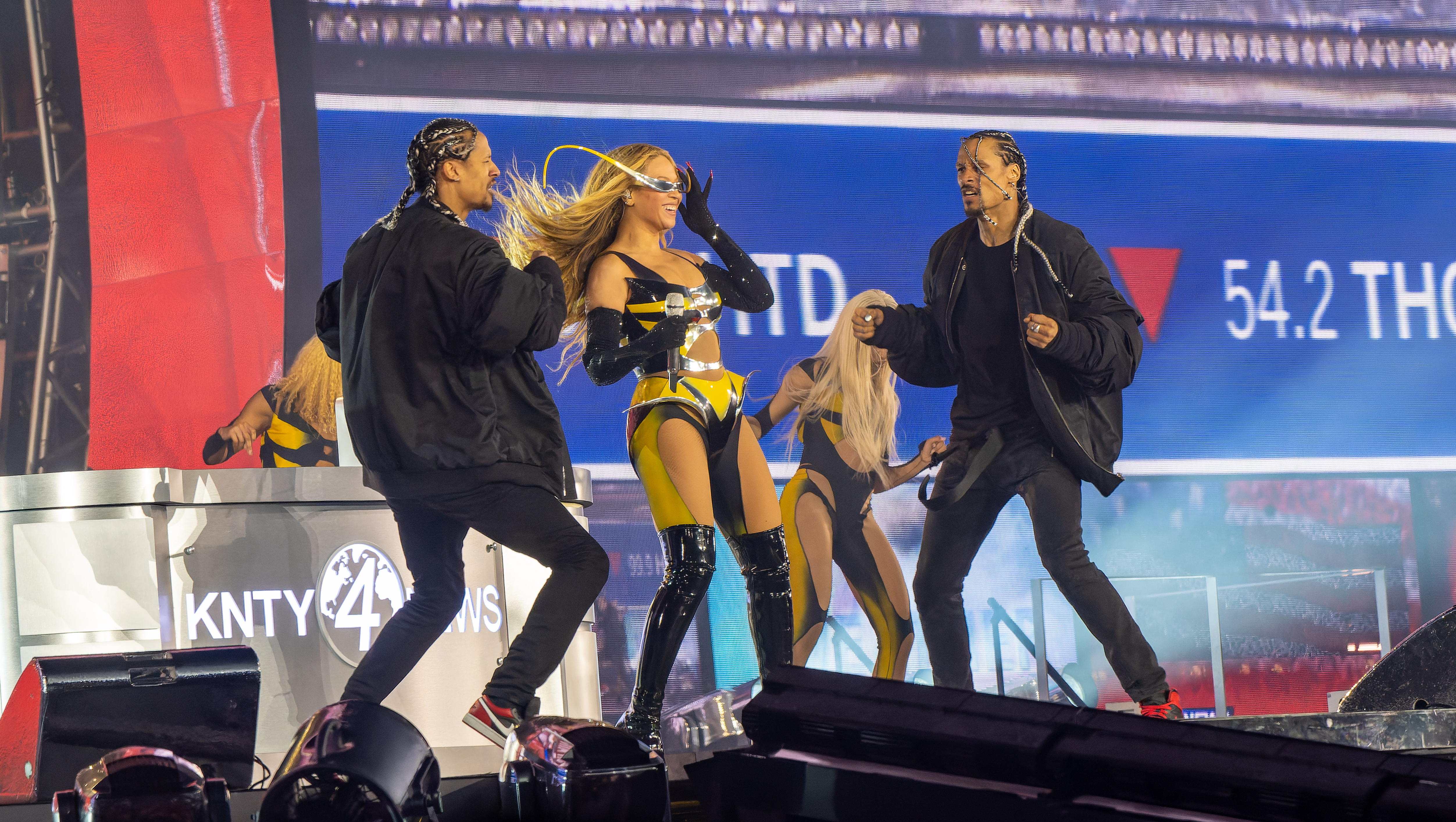
Beyoncé interpretando «America Has a Problem» junto a sus bailarines.

Después del último interludio ‘Mind Control’, en el que la audiencia es enfocada mediante diversas cámaras de la producción, la cantante aparece ataviada en un vestuario de avispa y una escenografía simulando un noticiero ficticio titulado «KNTY 4 NEWS» para iniciar el segmento con «America Has a Problem», mientras que «Pure/Honey» es ambientada en duelos de distintas categorías de ballroom con los respectivos vogueros Carlos Irizarry (Old Way), Aliya Janell (Shake That Ass), Aahkilah Cornelius (Sex Siren), Darius Hickman (Soft and Cunt Performance), Amari Marshall (Body) y Honey Balenciaga (Vogue Fem).
El concierto finaliza con un ‘Encore’ mediante «Summer Renaissance», mientras la intérprete vuela encima de la audiencia cabalgando un caballo-maniquí holográfico bautizado por los fanáticos como Reneigh. Beyoncé se despide agradeciendo a los asistentes y reconociendo a sus bailarines, coristas, banda musical y equipo de producción, colocando además una imagen de su madre Tina y Uncle Johnny, familiar que falleció en la década de los 90s debido a complicaciones de VIH e introdujo a la cantante al movimiento queer.

## Recepción crítica
El espectáculo ha sido notablemente aclamado por parte de los críticos de la música y el entretenimiento. Malcom Jack de The Guardian otorgó cinco estrellas al primer recital en Estocolmo y elogió a la gira como «un prodigioso salto innovador para el entretenimiento en vivo, exudando sci-fi disco, sexo y orgullo negro», llamándola «el espectáculo pop más espectacular del planeta». Emma Loffhagen de Evening Standard escribió que el espectáculo «sobrepasa las fronteras de la tecnología performativa del siglo actual», mientras que Alexis Jackson de Refinery29 enalteció el «impactante y elaborado diseño» de la escenificación. Malthe Hjort calificó cinco de seis estrellas para la revista danesa Soundvenue, argumentando que la gira es «tan espectacular como se podría imaginar». Por su parte, David Pollock de The Scotsman especificó que es «la gira en estadios más esencial del siglo hasta el momento», atribuyendo cinco estrellas en su crítica. 

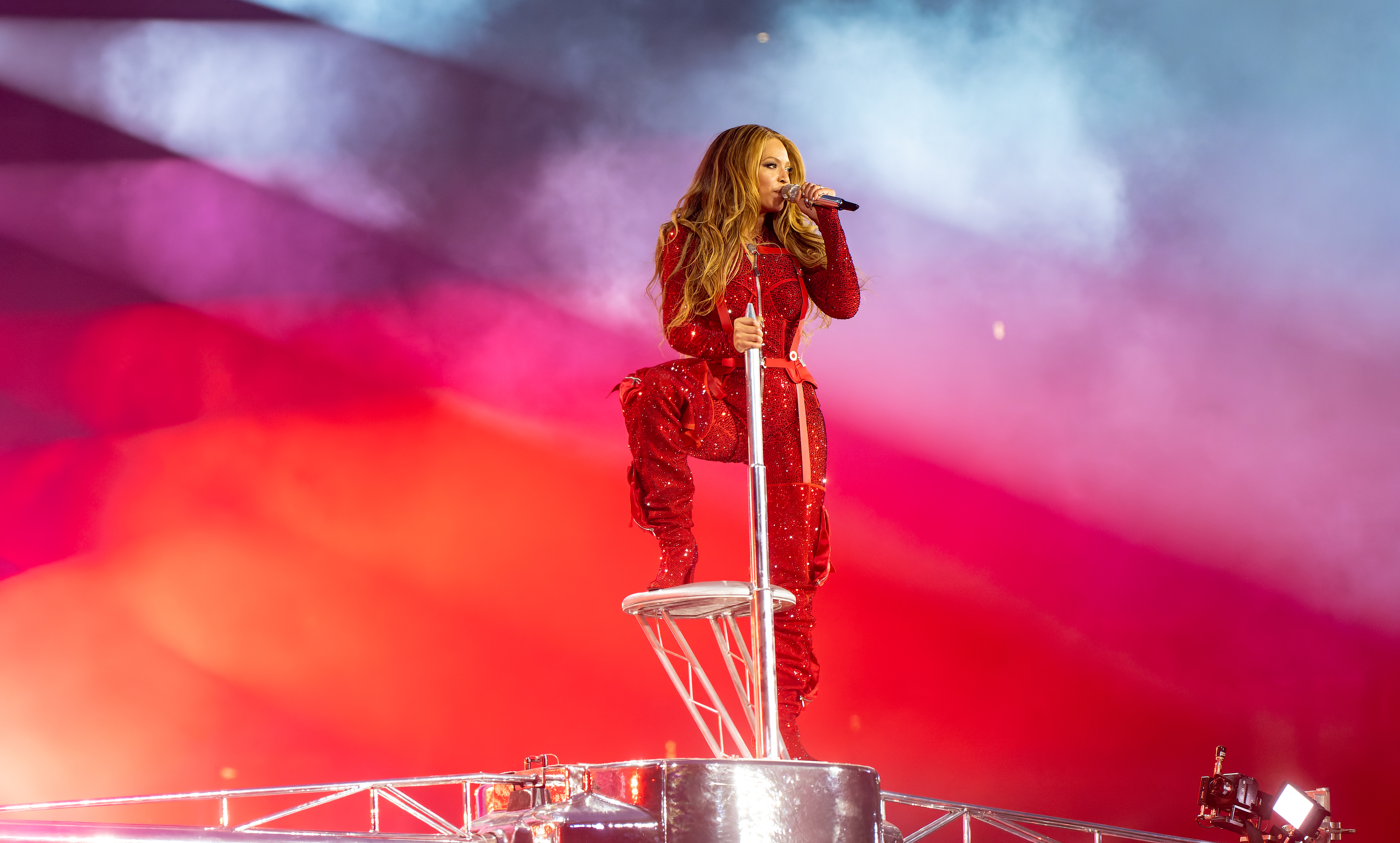
Beyoncé interpretando «Black Parade» encima de un tanque metálico.

Las habilidades performativas y vocales de Beyoncé también han sido destacadas unánimemente. Brittany Spanos de Rolling Stone afirmó que la gira es «una experiencia única en la vida ofrecida por una de las figuras más importantes del pop y mejores intérpretes en vivo». Neil McCormick de The Telegraph describió la interpretación de Beyoncé como «absurdamente poderosa», puntuando al recital con cinco estrellas. Will Hodgkinson de The Times denominó a la presencia escénica de la cantante como «épicamente cautivadora», similarmente a Nicole Vassell de The Independent, quien denotó en su reseña del recital de Cardiff que «[Beyoncé] siempre nos ha recordado que es única y la número uno, ¿habrá alguien que se atreverá a contradecirla después de esta noche?». Lindsay Zoladz de The New York Times remarcó la resistencia histriónica digna de «una intérprete de clase mundial», e hizo notar que es «la superestrella pop inusual que otorga un valor a sus presentaciones vocales».
André-Naquian Wheeler de Vogue analizó la moda del espectáculo de acuerdo a «una expresión de estética sónica y visual de la inspiración ballroom de Renaissance», de la cual la cantante «utiliza el uso en el vestir como un medio tácito de conexión y apreciación sobre una cultura o comunidad». Jessica Davis de Harper's Bazaar nombró la temática inspirada en la música disco como «impresionante», además de «encarnar desde el empoderamiento femenino al orgullo negro sin desencajar en la energía del álbum». Rachel Tashjian de The Washington Post aseguró que el sentido de la moda de la artista la convierte en «una de las celebridades más desafiantes del mundo en cuanto a estilismo».

## Rendimiento comercial
Rolling Stone describió a The Renaissance World Tour como una de las giras musicales «más demandadas de los últimos tiempos», mientras Billboard estimó de manera inicial que la gira tendría una recaudación de aproximadamente 300 millones USD sin fechas adicionales a las originalmente anunciadas, convirtiéndose en la gira más exitosa en la carrera de Beyoncé. De acuerdo a Ticketmaster, la demanda superó a la oferta hasta un 800 % en las ciudades de Toronto, East Rutherford, Landover, Atlanta, Inglewood y Houston, por lo que se añadieron fechas adicionales. Sin embargo, Live Nation aseguró que las nuevas fechas añadidas no serían suficientes para que todo el público lograra conseguir entradas.

### Preventa

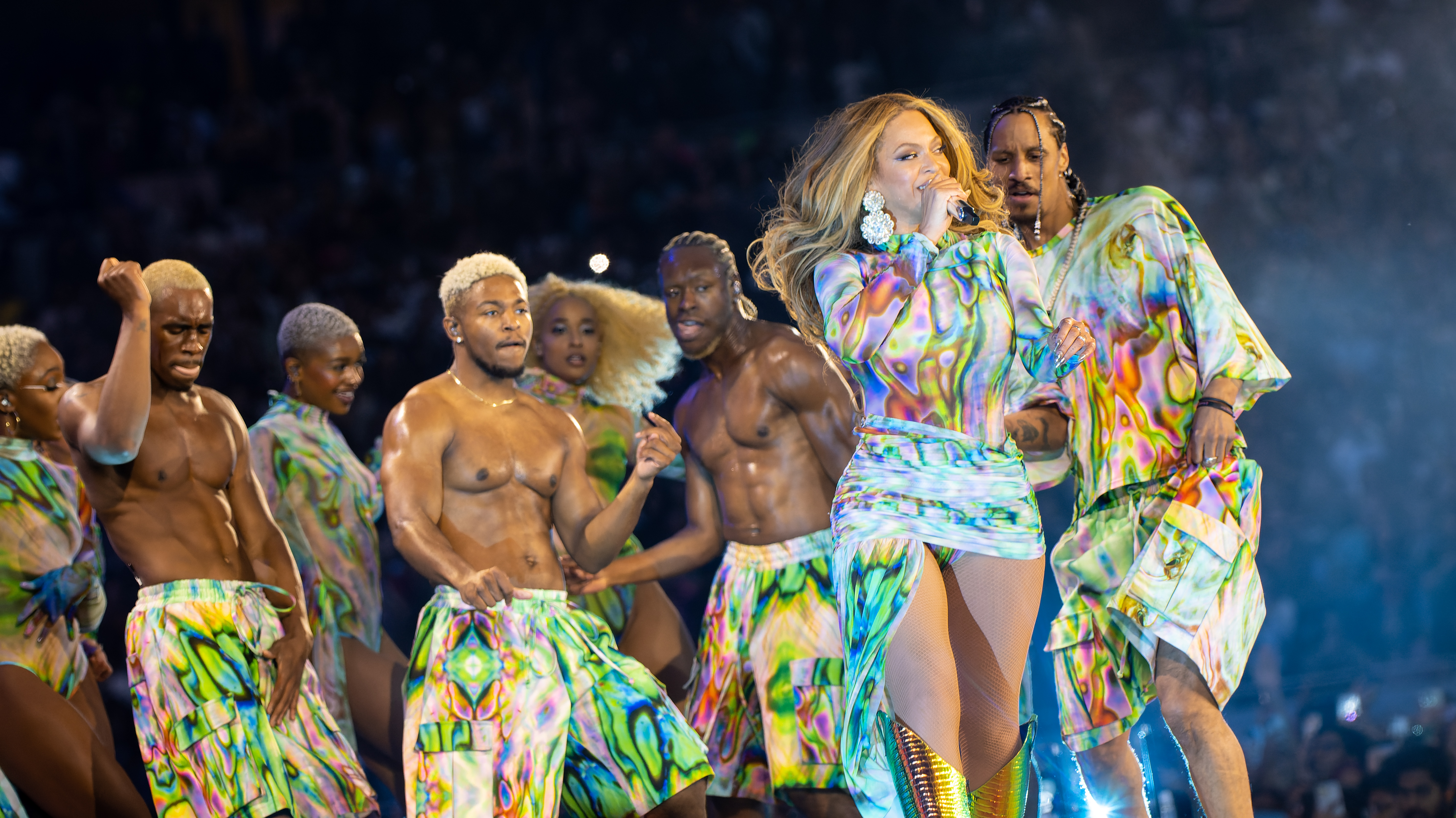
Beyoncé interpretando «Break My Soul» en uno de los cinco recitales en Londres.

La primera preventa del Reino Unido realizada el 2 de febrero de 2023, la cual fue exclusiva para clientes de la telefónica O₂, obtuvo una demanda «imprecedente» que hizo colapsar al sitio web de O₂ Priority, en la que más de 200.000 personas intentaron conseguir una de las 7000 entradas disponibles para una de las dos fechas agendadas en Londres. O₂ lanzó un comunicado disculpándose por lo sucedido y asegurando a los fanáticos que estaban intentando resolver el problema, después de que «O₂ Priority» fuera tendencia en Twitter por el público que mostró su inconformidad en la red social.
Una preventa organizada por Live Nation el 3 de febrero, registró a más de 3 millones de personas tratando de conseguir entradas para las fechas en el Reino Unido, Francia, Suecia y Polonia, ocasionando consecuentemente el colapso de la plataforma de Ticketmaster. En los primeros minutos de la segunda preventa británica, más de 400.00 personas se unieron a la fila virtual para una de las fechas en Londres, en la que con el pasar de los minutos se extendiera a más de 800.000 personas, mientras que más de 600.000 personas intentaron conseguir entradas para el concierto en Edimburgo.

### Venta general
Millones de personas intentaron conseguir entradas durante la venta general en el Reino Unido, logrando que los sistemas de venta de Ticketmaster colapsaran. Después de que más de 370.000 personas se unieran a la fila virtual para cada una de las dos fechas en Londres, se anunció una tercera fecha. Dicha fecha registró a 500.000 personas en la fila de espera para adquirir entradas, lo que generó la apertura de una cuarta fecha y la unión de otras 500.000 personas, por lo que se añadió una quinta y última fecha.
Las presentaciones en la comuna parisina de Saint-Denis y en Marsella se agotaron en cuestión de minutos, en las que se estima la presencia de al menos 100.000 personas en las filas virtuales. En Ámsterdam se abrió una segunda fecha, después de que el concierto inicial se agotara y más de 140.000 personas intentaron conseguir entradas. Debido a la alta demanda que se presentó durante la venta general en Estocolmo y Varsovia, se anunciaron segundas fechas para ambas ciudades.

### Récords y logros
Tras finalizar la etapa europea, Billboard reportó que la gira ya había generado más de 154 millones USD con tan sólo 21 fechas realizadas, siendo la primera mujer en cuatro años en tener una gira con los reportes de ingresos más altos del mercado. En septiembre de 2023, con 46 presentaciones en total y diez fechas restantes por culminar la etapa norteamericana, se contabilizó una recaudación de 461 millones USD que convirtieron a la gira en la más exitosa de la historia por una artista femenina hasta ese entonces, superando a The Sticky & Sweet Tour realizada por Madonna durante los años 2008 y 2009. Consecuentemente, fue totalizada una recepción de 579 millones USD tras su culminación, obteniendo además múltiples récords de asistencia en distintos recintos.
| Fechas                          | País           | Recinto                   | Descripción                                                                            | Ref.   |
| ------------------------------- | -------------- | ------------------------- | -------------------------------------------------------------------------------------- | ------ |
| 10 y 11 de mayo de 2023         | Suecia         | Friends Arena             | Primer acto femenino en la historia en realizar dos fechas agotadas en una misma gira. | [ 80 ] |
| 14 de mayo de 2023              | Bélgica        | King Baudouin Stadium     | Mayor audiencia por un acto femenino en el siglo actual.                               | [ 81 ] |
| 29 de mayo - 4 de junio de 2023 | Reino Unido    | Tottenham Hotspur Stadium | Primer acto en la historia en realizar cinco fechas agotadas en una misma gira.        | [ 82 ] |
| 11 de junio de 2023             | Francia        | Stade Orange Velódrome    | Mayor audiencia en la historia del recinto.                                            | [ 83 ] |
| 27 y 28 de junio de 2023        | Polonia        | PGE Narodowy              | Primer acto femenino en la historia en realizar dos fechas agotadas en una misma gira. | [ 84 ] |
| 9 de agosto de 2023             | Estados Unidos | Bank of America Stadium   | Primer acto femenino en la historia en realizar una fecha agotada.                     | [ 85 ] |

## Película de concierto
El 1 de octubre de 2023, Beyoncé anunció la película Renaissance: A Film by Beyoncé. Filmada durante distintas fechas de la gira y descrita como un contenido de «alcance ambicioso», la cinta contó con eventos de premier en el Samuel Goldwyn Theater de Los Ángeles el 25 de noviembre de 2023 y en el Odeon Leicester Square de Londres el 30 de noviembre. Fue estrenada internacionalmente en cines el 1 de diciembre de 2023.

## Impacto

### Economía

La gira generó inflaciones a nivel nacional en Suecia y Reino Unido.

Tras el paso de la gira por la ciudad de Estocolmo, se registró una inflación a nivel nacional de hasta el 9,7%, elevando los precios de especialmente hoteles y restaurantes. En el Reino Unido, se generó un incremento en el Índice de precios al consumidor, el cual causó un aumento en la inflación del Banco de Inglaterra. Los recitales también contribuyeron a una alza del 6,8% en gastos de cultura y recreación, la más rápida en 30 años, en los que la Oficina Central de Estadística consideraron como los principales mediadores en el crecimiento de inflación. La empresa financiera Morgan Stanley notificó a sus clientes un posible desarrollo similar de la inflación en Estados Unidos, con el jefe global economista Seth Carpenter argumentando que «el 'efecto Beyoncé' debería evitarnos sentirnos demasiado complacidos».
La gira impulsó las economías locales de las ciudades agendadas. QuestionPro estimó que la gira podría haber generado 4.5 mil millones USD en actividad económica, semejante a los ingresos de los Juegos Olímpicos de Pekín 2008, la cual obtuvo 3.6 mil millones USD. Brett House, economista de Columbia Business School, mencionó que la gira ayudó a generar una «gentil baja» de la actividad económica estadounidense durante el verano, en lugar del abrupto paro usual.

### Turismo, hostelería y transporte
La cadena británica de hoteles Travelodge afirmó que la gira influyó a que lograran «resultados financieros récord», con alojamiento completamente lleno durante las fechas realizadas en Londres. Además, se reportó que el 90% de los hoteles aledaños al Tottenham Hotspur Stadium estaban reservados durante la fase de venta general, mientras que los precios de habitación en hoteles de Sunderland se elevaron hasta un 600% para la fecha agendada del concierto. Los precios de hospedaje para el recital en Edimburgo incrementaron hasta más de un 360%, y el 95.7% de habitaciones en Cardiff se ocuparon durante de la venta de boletaje.
El Metro de Washington extendió sus servicios 30 minutos después del concierto. Después del atraso itinerario causado por una tormenta, Beyoncé pagó al sistema de Metro 100 mil USD para permanecer disponible una hora más tarde, cubriendo el costo de las corridas de trenes y de mantener 98 estaciones abiertas. En Santa Clara, los sistemas de transporte de VTA, BART y Caltrain anunciaron que incrementarían el número de trenes y extenderían sus horarios para el concierto en la ciudad. Amtrak organizó un programa para apoyar a los asistentes a viajar hacia las ciudades y durante las fechas agendadas.
La gira provocó que el Gobierno de Nueva Gales del Sur levantará una prohibición sobre el uso superior a cuatro conciertos anuales del nuevo Allianz Stadium de Sídney, después de 57 años. Dicho cambio se realizó en el segundo semestre del 2023 para la posibilidad de recibir recitales de la gira en 2024. El primer ministro del estado en turno, Chris Minns, aseguró que con la iniciativa podría generarse una derrama económica de hasta «$1.5 mil millones adicionales» en el sector turístico de Nueva Gales del Sur. La limitante de eventos en vivo se registró desde el año 1965 debido a las quejas de los residentes cercanos de la zona sobre el ruido, no obstante, el gobierno estaría implementando un uso de hasta 20 conciertos anuales en el recinto.

### Moda
De acuerdo a la revista Boardroom, el espectáculo ha tenido un impacto significativo sobre la moda, generando 187 millones USD en valor de impacto mediático repartidos para las marcas de la indumentaria utilizada por Beyoncé, tales como Tiffany & Co. y la casa modista de Alexander McQueen. El diseñador David Koma comentó que el formar parte del diseño de guardarropa de la gira fue una «extraordinaria exposición» a su trabajo, añadiendo que «la visibilidad es increíble. Desde menciones en redes sociales, artículos de prensa y conversaciones eventuales generan un interés inmediato». 

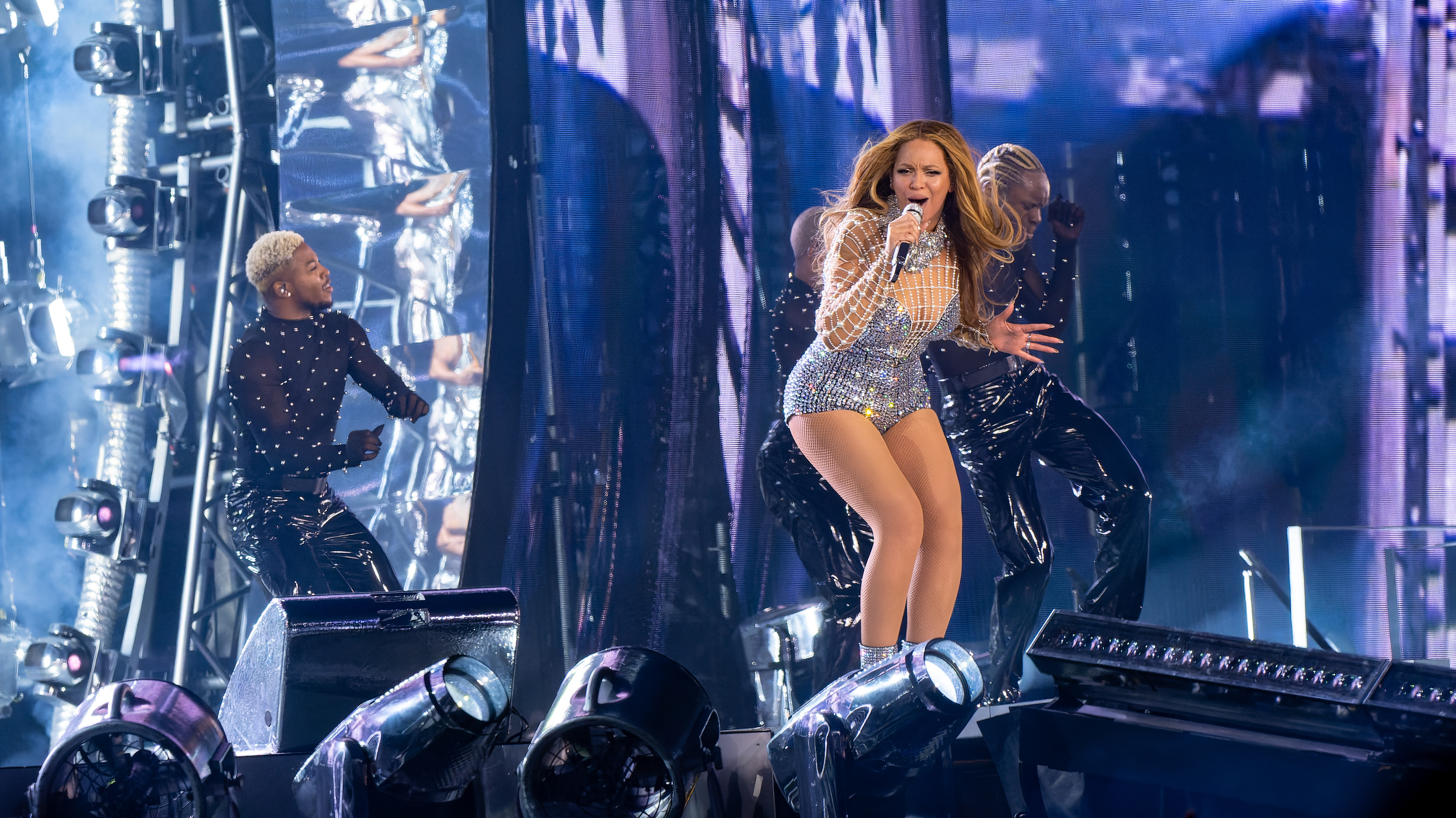
La demanda por conjuntos plateados, inspirada por el vestuario de Beyoncé, aumentó hasta un 500%.

Los asistentes han sido identificados por crear atuendos inspirados por la era discográfica de la cantante. Minoristas crearon y lanzaron líneas de ropa influenciadas en el vestuario estético de la gira, incrementando mundialmente la demanda de vestimentas plateadas y metálicas. La tienda de mercado en línea, Poshmark, reportó un auge de interés por ropa plateada y un acrecentamiento de ventas del 500% de conjuntos bajo la descripción o título de «Renaissance». La cadena británica minorista de lujo, Flannels, con la que Beyoncé colaboró para la apertura de una tienda de mercancía en Londres, mencionó que la ampliación de la demanda fue «inmediata» y que la interacción continuó creciendo «estelarmente» con miles de publicaciones virales en redes sociales, largas filas de compra presencial y productos en existencia agotados.
Figuras públicas como Adele, Brie Larson, Issa Rae, Zendaya, Kylie Jenner, Rosie O'Donnell, Pedro Pascal, la 49.° vicepresidenta de los Estados Unidos Kamala Harris, el Príncipe Harry y la duquesa consorte de Sussex, Meghan Markle, asistieron a recitales de la intérprete portando prendas metálicas y plateadas aludidas al fenómeno de estilo en tendencia. La modelo británica, Naomi Campbell, diseñó una línea de colección inspirada en la gira, mencionando que «ya no es solamente un concierto, sino un movimiento».

### Filantropía
Como en giras anteriores, Beyoncé apoyó a comunidades desatendidas en las ciudades visitadas mediante su organización sin ánimo de lucro BeyGOOD Foundation, donando becas con un valor de hasta 1 millón USD a estudiantes universitarios. Además, entradas para la gira fueron distribuidas a iniciativas de comunidad locales en urbes de los Estados Unidos.
| Homenajes realizados |
| --- |
| - Debido al arribo de la gira a territorio estadounidense en la ciudad de Filadelfia, Pensilvania, la presentadora Alex Holly de la edición local de Fox News realizó una imitación de la presentación de «America Has a Problem». - Tanto el alcalde de la ciudad de Mineápolis, Jacob Frey, como el gobernador del estado de Minnesota, Tim Walz, declararon el 20 de julio de 2023 como «Bey Day» y «Beyoncé Day», respectivamente. - El alcalde de la ciudad de Chicago, Illinois, Brandon Johnson, publicó un vídeo en Twitter dando la bienvenida a la cantante por sus recitales en el Soldier Field los días 22 y 23 de julio de 2023. - La gobernadora del estado de Míchigan, Gretchen Whitmer, realizó un vídeo en Twitter referenciando temas de la intérprete para otorgarle una bienvenida en la ciudad de Detroit. - El gobernador del estado de Nueva Jersey, Phil Murphy, proclamó a Beyoncé como «Queen Honey-Bey» en honor a los recitales ofrecidos en el MetLife Stadium de la localidad de East Rutherford. - El gobernador del estado de Maryland, Wes Moore, declaró el 6 de agosto de 2023 como «Beyoncé Day». - La alcaldesa de la ciudad de San Luis, Misuri, Tishaura Jones, declaró el 21 de agosto de 2023 como «Queen Bey Day». - La alcaldesa de la ciudad de Santa Clara, California, Lisa M. Gillmor, entregaría las llaves de la ciudad a la cantante, además de proclamarla alcaldesa honoraria durante el día 30 de agosto de 2023. |

## Repertorio
La siguiente es la lista de canciones interpretadas durante la primera fecha de la gira, 10 de mayo de 2023 en Estocolmo, Suecia, y no representa en la totalidad de la misma:
1. «Dangerously in Love 2»
2. «Flaws and All»
3. «1+1» / «I'm Goin' Down»
4. «I Care»

Renaissance (interludio de vídeo con elementos de «Cuff It», «Energy» y «Break My Soul»)
1. «I'm That Girl»  (con elementos de «Apeshit»)
2. «Cozy»
3. «Alien Superstar» (con elementos de «Sweet Dreams»)
4. «Lift Off»
5. «7/11» (descanso de baile con elementos de «My House»)

Motherboard (interludio de vídeo con elementos de «Can You Feel It»)
1. «Cuff It» (con elementos de la canción Wetter Remix»)
2. «Energy» (con elementos de «End of Time» y «Countdown»)
3. «Break My Soul» (con elementos de la canción Queens remix)

Opulence (interludio de vídeo con elementos de «No Angel», «Pure/Honey» y «Ghost»)
1. «Formation»
2. «Diva» (contiene elementos de «Just Wanna Rock»)
3. «Run the World (Girls)» (con elementos de «My Power», «Black Parade» y «Alright»)
4. «My Power»
5. «Black Parade»
6. «Savage (Remix)»
7. «Partition» (con elementos de «Yoncé»)

Anointed (interludio de vídeo con elementos de «Yoncé» y «Family Feud»)
1. «Church Girl»
2. «Get Me Bodied»
3. «Before I Let Go» (con elementos de «Freakum Dress»)
4. «Rather Die Young»
5. «Love On Top» (con elementos de «I Want You Back»)
6. «Crazy in Love» (con elementos de «Work It Out» y «Green Light»)
7. «Love Hangover» (interrupción con coristas en segundo plano)
8. «Plastic Off the Sofa» (con elementos de «Virgo's Groove»)
9. «Virgo's Groove» / «Naughty Girl» (con elementos de «Rocket», «Cater 2 U», «Signs», «Speechless», «Say My Name» y «Dance for You»)
10. «Move» (con elementos de «Move Ya Body»)
11. «Heated» / «Already» (con un final de baile)

Memories (interludio de vídeo con elementos de «Kitty Kat», «***Flawless», «Virgo's Groove», «Find Your Way Back», «End of Time» y «Heard About Us»)
1. «Thique» (con elementos de «Toxic»)
2. «All Up in Your Mind»
3. «Drunk in Love»

Mind Control (interludio de vídeo con elementos de «Ghost», «Haunted», «Bootylicious», «Jumpin', Jumpin'» y «Single Ladies (Put a Ring on It)»)
1. «America Has a Problem»
2. «Pure/Honey» (con un outro de ballroom que incluye elementos de: «Summer Renaissance», «Blow» y «Cuff It»)

Encore
1. «Summer Renaissance»

| Observaciones |
| --- |
| - A partir de la segunda fecha en Estocolmo y conciertos subsecuentes, los temas «Thique», «All Up in Your Mind» y «Drunk in Love» no fueron interpretados. Dichos temas fueron interpretados nuevamente durante la tercera fecha en Atlanta, los tres recitales en Inglewood, los dos recitales en Houston, y las fechas en Nueva Orleans y en Kansas City. - A partir de la fecha en Edimburgo, Beyoncé incorporó elementos del remix de «America Has a Problem» junto a Kendrick Lamar. - A partir de la fecha en Saint-Denis, Beyoncé fue acompañada en el escenario por su hija Blue Ivy para interpretar con el ensamble de bailarines «My Power» y «Black Parade». - A partir de la primera fecha en Londres, Beyoncé interpretó en el acto de apertura «River Deep – Mountain High» de Tina Turner en su honor póstumo. - Durante la fecha en Glendale, Beyoncé tuvo que abandonar el escenario debido a fallas técnicas de sonido en la interpretación de «Alien Superstar» y detener el concierto por diez minutos, el cual se reanudó con su reaparición en un nuevo vestuario para continuar el recital. - Durante la tercera fecha en Inglewood, Diana Ross subió al escenario en la presentación de «Love Hangover» para cantar a Beyoncé «Cumpleaños feliz» junto con la audiencia. Kendrick Lamar también realizó una presentación especial en «America Has a Problem». - Durante los recitales en Houston, Beyoncé fue acompañada en el escenario por Megan Thee Stallion para interpretar «Savage (Remix)». |

## Fechas
| Fecha (2023)     | Ciudad             | País           | Recinto                          | Acto(s) de apertura                 | Asistencia                   | Recaudación (en USD) |
| Europa           | Europa             | Europa         | Europa                           | Europa                              | Europa                       | Europa               |
| ---------------- | ------------------ | -------------- | -------------------------------- | ----------------------------------- | ---------------------------- | -------------------- |
| 10 de mayo       | Estocolmo          | Suecia         | Friends Arena                    | —                                   | 90,169 / 90,169              | $9,802,155           |
| 11 de mayo       | Estocolmo          | Suecia         | Friends Arena                    | —                                   | 90,169 / 90,169              | $9,802,155           |
| 14 de mayo       | Bruselas           | Bélgica        | King Baudouin Stadium            | —                                   | 53,062 / 53,062              | $6,529,627           |
| 17 de mayo       | Cardiff            | Reino Unido    | Principality Stadium             | —                                   | 52,756 / 52,756              | $6,967,662           |
| 20 de mayo       | Edimburgo          | Reino Unido    | BT Murrayfield Stadium           | —                                   | 55,834 / 55,834              | $7,872,570           |
| 23 de mayo       | Sunderland         | Reino Unido    | Stadium of Light                 | —                                   | 44,790 / 44,790              | $6,217,446           |
| 26 de mayo       | Saint-Denis        | Francia        | Stade de France                  | —                                   | 68,624 / 68,624              | $9,402,605           |
| 29 de mayo       | Londres            | Reino Unido    | Tottenham Hotspur Stadium        | Nia Archives                        | 240,330 / 240,330            | $38,986,169          |
| 30 de mayo       | Londres            | Reino Unido    | Tottenham Hotspur Stadium        | —                                   | 240,330 / 240,330            | $38,986,169          |
| 1 de junio       | Londres            | Reino Unido    | Tottenham Hotspur Stadium        | —                                   | 240,330 / 240,330            | $38,986,169          |
| 3 de junio       | Londres            | Reino Unido    | Tottenham Hotspur Stadium        | —                                   | 240,330 / 240,330            | $38,986,169          |
| 4 de junio       | Londres            | Reino Unido    | Tottenham Hotspur Stadium        | Shygirl                             | 240,330 / 240,330            | $38,986,169          |
| 8 de junio       | Barcelona          | España         | Estadi Olímpic Lluís Companys    | Arca                                | 52,889 / 52,889              | $6,694,569           |
| 11 de junio      | Marsella           | Francia        | Stade Orange Vélodrome           | —                                   | 56,352 / 56,352              | $7,070,570           |
| 15 de junio      | Colonia            | Alemania       | RheinEnergieStadion              | —                                   | 41,166 / 41,166              | $5,437,729           |
| 17 de junio      | Ámsterdam          | Países Bajos   | Johan Cruyff Arena               | —                                   | 97,657 / 97,657              | $12,817,577          |
| 18 de junio      | Ámsterdam          | Países Bajos   | Johan Cruyff Arena               | —                                   | 97,657 / 97,657              | $12,817,577          |
| 21 de junio      | Hamburgo           | Alemania       | Volksparkstadion                 | LSDXOXO                             | 43,335 / 43,335              | $5,757,020           |
| 24 de junio      | Fráncfort del Meno | Alemania       | Deutsche Bank Park               | LSDXOXO                             | 42,280 / 42,280              | $5,852,675           |
| 27 de junio      | Varsovia           | Polonia        | PGE Narodowy                     | —                                   | 108,141 / 108,141            | $12,378,058          |
| 28 de junio      | Varsovia           | Polonia        | PGE Narodowy                     | —                                   | 108,141 / 108,141            | $12,378,058          |
| Norteamérica     |                    |                |                                  |                                     |                              |                      |
| 8 de julio       | Toronto            | Canadá         | Rogers Centre                    | Ace Dillinger                       | 76,578 / 76,578              | $18,297,928          |
| 9 de julio       | Toronto            | Canadá         | Rogers Centre                    | Karim Olen Ash                      | 76,578 / 76,578              | $18,297,928          |
| 12 de julio      | Filadelfia         | Estados Unidos | Lincoln Financial Field          | KIA (Antwoyne Ingram & Donofrio)    | 52,181 / 52,181              | $11,976,831          |
| 15 de julio      | Nashville          | Estados Unidos | Nissan Stadium                   | Tory Stilleto                       | 44,742 / 44,742              | $9,412,176           |
| 17 de julio      | Louisville         | Estados Unidos | L&N Federal Credit Union Stadium | —                                   | 41,818 / 41,818              | $6,450,896           |
| 20 de julio      | Mineápolis         | Estados Unidos | Huntington Bank Stadium          | Dee Digs                            | 39,415 / 39,415              | $8,217,178           |
| 22 de julio      | Chicago            | Estados Unidos | Soldier Field                    | Ariel Zetina                        | 97,686 / 97,686              | $30,115,863          |
| 23 de julio      | Chicago            | Estados Unidos | Soldier Field                    | Shaun J. Wright                     | 97,686 / 97,686              | $30,115,863          |
| 26 de julio      | Detroit            | Estados Unidos | Ford Field                       | Mike Servito                        | 44,554 / 44,554              | $9,963,756           |
| 29 de julio      | East Rutherford    | Estados Unidos | MetLife Stadium                  | MikeQ                               | 106,056 / 106,056            | $33,082,997          |
| 30 de julio      | East Rutherford    | Estados Unidos | MetLife Stadium                  | Sekucci & Sterling Juan Diaz        | 106,056 / 106,056            | $33,082,997          |
| 1 de agosto      | Foxborough         | Estados Unidos | Gillette Stadium                 | DJ br0nz3_g0dd3ss                   | 49,740 / 49,740              | $13,801,160          |
| 5 de agosto      | Landover           | Estados Unidos | Fedex Field                      | Byrell the Great                    | 97,909 / 97,909              | $29,392,299          |
| 6 de agosto      | Landover           | Estados Unidos | Fedex Field                      | —                                   | 97,909 / 97,909              | $29,392,299          |
| 9 de agosto      | Charlotte          | Estados Unidos | Bank of America Stadium          | Shane Thomas                        | 53,612 / 53,612              | $12,227,012          |
| 11 de agosto     | Atlanta            | Estados Unidos | Mercedes-Benz Stadium            | The Carry Nation                    | 156,317 / 156,317            | $39,849,890          |
| 12 de agosto     | Atlanta            | Estados Unidos | Mercedes-Benz Stadium            | Leonce                              | 156,317 / 156,317            | $39,849,890          |
| 14 de agosto     | Atlanta            | Estados Unidos | Mercedes-Benz Stadium            | Ash Lauryn                          | 156,317 / 156,317            | $39,849,890          |
| 16 de agosto     | Tampa              | Estados Unidos | Raymond James Stadium            | —                                   | 55,408 / 55,408              | $13,158,166          |
| 18 de agosto     | Miami Gardens      | Estados Unidos | Hard Rock Stadium                | DJ GAY-Z                            | 47,487 / 47,487              | $14,362,704          |
| 21 de agosto     | San Luis           | Estados Unidos | The Dome at America's Center     | Rush Davis                          | 45,836 / 45,836              | $7,064,451           |
| 24 de agosto     | Glendale           | Estados Unidos | State Farm Stadium               | Memphy                              | 54,705 / 54,705              | $8,226,165           |
| 26 de agosto     | Paradise           | Estados Unidos | Allegiant Stadium                | MEZ                                 | 86,466 / 86,466              | $25,784,512          |
| 27 de agosto     | Paradise           | Estados Unidos | Allegiant Stadium                | MEZ                                 | 86,466 / 86,466              | $25,784,512          |
| 30 de agosto     | Santa Clara        | Estados Unidos | Levi's Stadium                   | Shaun Ross                          | 49,613 / 49,613              | $15,402,846          |
| 1 de septiembre  | Inglewood          | Estados Unidos | SoFi Stadium                     | DJ Khaled                           | 155,567 / 155,567            | $45,540,402          |
| 2 de septiembre  | Inglewood          | Estados Unidos | SoFi Stadium                     | DJ Khaled                           | 155,567 / 155,567            | $45,540,402          |
| 4 de septiembre  | Inglewood          | Estados Unidos | SoFi Stadium                     | Kaytranada                          | 155,567 / 155,567            | $45,540,402          |
| 11 de septiembre | Vancouver          | Canadá         | BC Place                         | UNIIQU3                             | 38,342 / 38,342              | $7,900,024           |
| 14 de septiembre | Seattle            | Estados Unidos | Lumen Field                      | —                                   | 56,763 / 56,763              | $12,459,518          |
| 21 de septiembre | Arlington          | Estados Unidos | AT&T Stadium                     | Sex Shop Boys (Tommy Hart + Priest) | 52,953 / 52,953              | $13,849,491          |
| 23 de septiembre | Houston            | Estados Unidos | NRG Stadium                      | River Moon & Goth Jafar             | 123,308 / 123,308            | $31,332,332          |
| 24 de septiembre | Houston            | Estados Unidos | NRG Stadium                      | Mister Wallace                      | 123,308 / 123,308            | $31,332,332          |
| 27 de septiembre | Nueva Orleans      | Estados Unidos | Caesars Superdome                | Dangerous Rose                      | 49,265 / 49,265              | $10,802,708          |
| 1 de octubre     | Kansas City        | Estados Unidos | GEHA Field at Arrowhead Stadium  | Andrew Makadsi                      | 53,150 / 53,150              | $9,290,057           |
| Total            | Total              | Total          | Total                            | Total                               | 2,776,855 / 2,776,855 (100%) | $579,813,546         |

## Conciertos cancelados
| Fecha               | Ciudad     | País           | Recinto          | Motivo                                | Ref.    |
| ------------------- | ---------- | -------------- | ---------------- | ------------------------------------- | ------- |
| 3 de agosto de 2023 | Pittsburgh | Estados Unidos | Acrisure Stadium | Problemas de logística y programación | [ 139 ] |